# Cô gái ngày hôm qua
Cô gái ngày hôm qua là đĩa đơn năm 2017 của nữ ca sĩ kiêm sáng tác nhạc Vũ Cát Tường. Sản xuất âm nhạc bởi nhạc sĩ  Huy Tuấn, phối khí bởi nhạc sĩ Nguyễn Thanh Bình, đây là bản nhạc phim (OST) đầu tiên nhằm quảng bá cho bộ phim điện ảnh Cô gái đến từ hôm qua của đạo diễn Phan Gia Nhật Linh. Ca khúc được phát hành bản audio vào ngày 23 tháng 3 năm 2017 và video âm nhạc được ra mắt vào ngày 15 tháng 6 năm 2017.

## Sáng tác
Vũ Cát Tường chia sẻ cô đã chủ động liên hệ đạo diễn xin phụ trách phần âm nhạc cho dự án phim và ngay lập tức bắt tay vào quá trình sáng tác cho ca khúc sau khi dành 2 ngày đọc qua cuốn tiểu thuyết gốc Cô gái đến từ hôm qua của nhà văn Nguyễn Nhật Ánh. Để có thêm cảm hứng sáng tác, đích thân đạo diễn Phan Gia Nhật Linh đã mời Tường tới phim trường để xem cảnh quay cuối cùng của bộ phim. Nữ ca sĩ chia sẻ cô đã rất trăn trở không biết có thể truyền tải đầy đủ nội dung một cuốn truyện dài cả trăm trang gói gọn trong một bản nhạc chỉ dài 3-4 phút hay không.

## Phát hành
Ngày 24 tháng 3 năm 2017, bản audio của ca khúc đã được Vũ Cát Tường đăng tải lên kênh YouTube cá nhân của mình. Sau đó, teaser chính thức của video âm nhạc Cô gái ngày hôm qua đã được tiết lộ. Ngày 25 tháng 6 năm 2017, music video của bài hát đã chính thức ra mắt. Đến nay, MV đã đạt hơn 5 triệu lượt xem trên YouTube.

## Video âm nhạc
Video âm nhạc của ca khúc được thực hiện tại Sóc Sơn do chính Vũ Cát Tường đóng. Ý tưởng MV đến từ hình ảnh Tường lang thang trong rừng và bắt gặp một kệ sách chứa ký ức: Ở đó có những hòn bi ve thuở nhỏ, có những cuốn sách cũ ố vàng, có "cuốn sổ bí mật" năm xưa từng ép vào hình vẽ của một ai đó đặc biệt. Kệ sách ấy dẫn lối về ấu thơ và cảm xúc ùa về bên cây đàn piano.

## Giải thưởng
| Năm  | Giải thưởng             | Hạng mục                         | Đề cử cho           | Kết quả   | Nguồn |
| ---- | ----------------------- | -------------------------------- | ------------------- | --------- | ----- |
| 2018 | Keeng Young Awards 2017 | Ca khúc nhạc phim được yêu thích | Cô gái ngày hôm qua | Đoạt giải | [ 8 ] |